# Aeroport
Aeroport (Russisch: Аэропорт) is een station aan de Zamoskvoretskaja-lijn van de Moskouse metro. De naam betekent 'luchthaven' en het station lag bij de opening voor de poorten van luchthaven Chodynka, in 1938 het vliegveld van Moskou aan de rand van de stad.
In de loop der tijd werd de omgeving steeds verder bebouwd en verdere uitbreiding van het vliegveld op deze locatie was onmogelijk. Na de sluiting van het vliegveld in de jaren 90 werd het terrein van het vliegveld vanaf 2003 herontwikkeld. De enige luchtvaartactiviteit is nog het busstation, waar lijndiensten naar de diverse Moskouse vliegvelden beginnen. Het station en de omliggende wijk hebben echter wel de naam Aeroport behouden.
Het station is gebouwd met de openbouwputmethode, waarbij gebruik werd gemaakt van geprefabriceerde segmenten voor het gewelf, die over elkaar heen liggen.

## Galerij

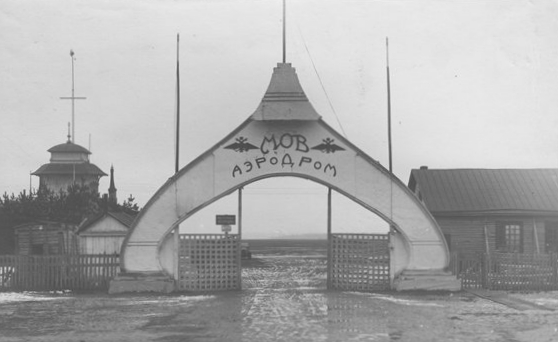
De ingang van het vliegveld
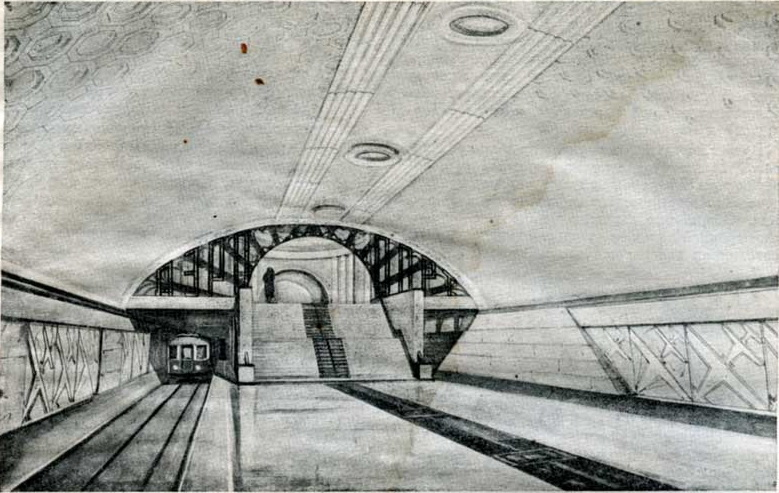
Het ontwerp uit 1935
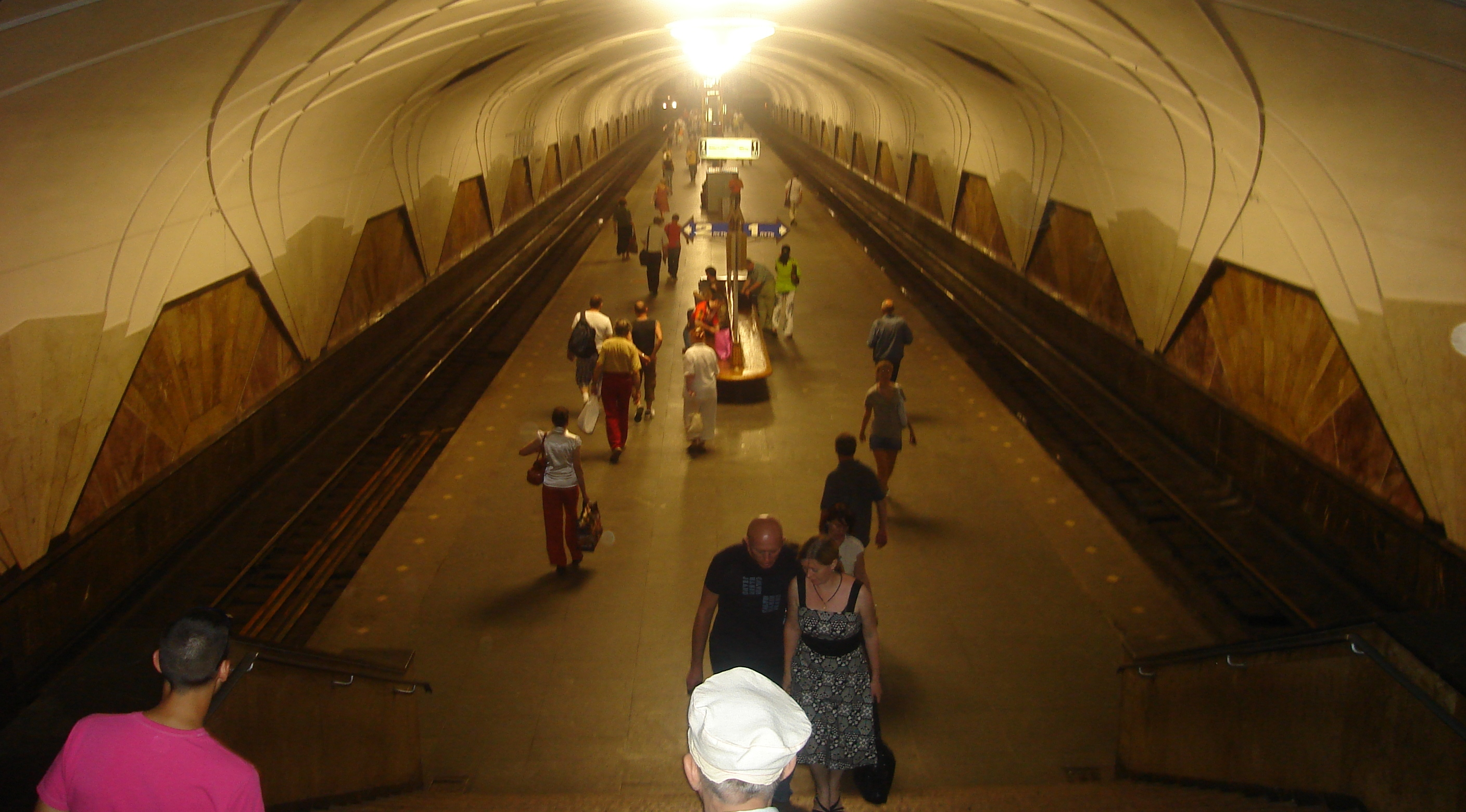
Het station in 2016